# ۱۸۲۵
در این صفحه وقایع مهم سال ۱۸۲۵ میلادی فهرست شده‌اند.

## زادروزها
- ۲۵ ژانویه – جرج پیکت، نظامی آمریکایی (د. ۱۸۷۶)

## درگذشت‌ها
- ۲۹ دسامبر - ژاک لوئی داوید، نقاش فرانسوی

- ۱۹ مه – کلودهانری سن سیمون، نویسنده، ژورنالیست، اقتصاددان، تاریخ‌نگار، و فیلسوف فرانسوی (ز. ۱۷۶۰)
- ۱۴ نوامبر – ژان پل، نویسنده آلمانی (ز. ۱۷۶۳)
- ۱ دسامبر – الکساندر یکم (روسیه)، سیاست‌مدار روس